# Netelia tamis
Netelia tamis är en stekelart som först beskrevs av Cheesman 1936.  Netelia tamis ingår i släktet Netelia och familjen brokparasitsteklar. Inga underarter finns listade i Catalogue of Life.